# Tatyana Ananko
Tatyana Vasilyevna Ananko (née le 26 juin 1984 à Minsk) est une gymnaste rythmique biélorusse.

## Biographie
Tatyana Ananko remporte aux Jeux olympiques d'été de 2000 à Sydney la médaille d'argent par équipe avec Tatyana Belan, Anna Glazkova, Irina Ilenkova, Mariya Lazuk et Olga Puzhevich.

## Palmarès

### Jeux olympiques
- Sydney 2000
  -  médaille d'argent par équipe.